# Lijst van cruiseschepen
Dit is een lijst van cruiseschepen die in gebruik zijn in de cruisevaart of inmiddels uit de vaart genomen zijn. Indien schepen onder meerder namen gevaren hebben zullen alle namen weergegeven worden, maar de geschiedenis zal alleen onder de laatst bekende naam worden weergegeven.
Dit overzicht is mogelijk incompleet; u kunt helpen door het uit te breiden.  A · B ·  C · D · E · F · G · H · I · J · K · L · M · N · O · P · Q · R · S · T · U · V · W · X · Y · Z  

## A
| Naam                   | Rederij                          | In de vaart genomen       | Tonnage (GT) | Status |
| ---------------------- | -------------------------------- | ------------------------- | ------------ | --- |
| Adonia                 | P&O Cruises                      | 1998                      | 77.000       | Teruggekeerd bij de Princess Cruises vloot in 2005 als Sea Princess                                                                                  |
| Adventure of de Seas   | Royal Caribbean International    | 2001                      | 138.000      | In gebruik |
| Aegean Odyssey         | Voyages to Antiquity             | 1973                      | 11.563       | In gebruik. Voorheen Narcis, Aegean Dolphin en Aegean I                                                                                              |
| Aegean Paradise        | Etstur                           | 1990                      | 23.287       | In gebruik. Voorheen Orient Venus, Cruise One, Delphin Voyager, Hainan Empress, Happy Dolphin                                                        |
| Aegean Pearl           | Golden Star Cruises              | 1971                      | 16.710       | In gebruik sinds 2008 door Golden Star Cruises. Per juni 2010 verkocht aan Israëlische maatschappij Mano Cruises. Voorheen Southward, Seawing, Perla |
| Aida                   | P&O Cruises                      | 1999                      | 38.531       | Het eerste schip van de AIDA Cruises vloot, tegenwoordig genaamd AIDAcara                                                                            |
| AIDAaura               | AIDA Cruises                     | 2003                      | 42.289       | In gebruik |
| AIDAbella              | AIDA Cruises                     | 2008                      | 69.203       | In gebruik |
| AIDAblu                | AIDA Cruises                     | 2004                      | 70.310       | Uit vaart genomen bij Aida in 2007. Later in gebruik als Ocean Village Two en Pacific Jewel.                                                         |
| AIDAblu                | AIDA Cruises                     | 2010                      | 71.100       | In gebruik |
| AIDAcara               | AIDA Cruises                     | 2005                      | 38.531       | In gebruik |
| AIDAdiva               | AIDA Cruises                     | 2007                      | 68.500       | In gebruik, ook bekend als AIDA SPHINX I. |
| AIDAluna               | AIDA Cruises                     | 2009                      | 69.203       | In gebruik |
| AIDAmar                | AIDA Cruises                     | 2012                      | 71.300       | In gebruik. |
| AIDAprima              | AIDA Cruises                     | 2016                      | 125,572      | In gebruik. |
| AIDAsol                | AIDA Cruises                     | 2011                      | 71.300       | In gebruik. |
| AIDAstella             | AIDA Cruises                     | 2013                      | 71,300       | In gebruik. |
| AIDAvita               | AIDA Cruises                     | 2002                      | 42.289       | In gebruik |
| Albatros               | Phoenix Reisen                   | 1973                      | 29.100       | In gebruik. |
| Alexander von Humboldt | Phoenix Reisen                   | 1990                      | 15.400       | In gebruik. Voorheen Crown Monarch, Calypso |
| Alexandr Pushkin       | Baltic Shipping Company          | 1965                      | 19.860       | Uit de vaart in 1990. Tegenwoordig in gebruik als Marco Polo voor Orient Lines                                                                       |
| Allure of the Seas     | Royal Caribbean International    | 2010                      | 225.282      | In gebruik |
| Amadea                 | Phoenix Reisen                   | 1991                      | 28.856       | In gebruik. Voorheen Asuka |
| American Eagle         | American Cruise Lines            | 2000                      |              | Niet meer in gebruik bij American Cruise Lines |
| American Glory         | American Cruise Lines            | 2002                      |              | In gebruik |
| American Spirit        | American Cruise Lines            | 2005                      |              | In gebruik |
| American Star          | American Cruise Lines            | 2007                      |              | In gebruik |
| SS Amerikanis          | Chandris Cruises / Costa Cruises | 1967                      | 17.041       | Voorheen Union-Castle Line schip Kenya Castle. Uit de vaart genomen in 1996 en gesloopt in 2001                                                      |
| M/S Amorella           | Viking Line                      | 1988                      | 34.384       | In gebruik |
| Amsterdam              | Holland America Line             | 2000                      | 61.000       | In gebruik |
| Anna Nery              | Companhia de Navegacao Costeira  | 1962                      |              | Uit de vaart in 1978. Tegenwoordig in gebruik als Salamis Glory                                                                                      |
| Angelina Lauro         | Lauro Cruises                    | 1964                      |              | Originally Netherland Line ship M.S. Oranje. Gezonken bij Taiwan, 24 september 1979                                                                  |
| Anthem of the Seas     | Royal Caribbean International    | 2015                      | 168.666      | In gebruik |
| Apollo                 | Direct Cruises                   | 1999                      |              | Laid up in 2000. Later in gebruik als Apollon |
| Apollon                | Epirotiki                        | 1993                      |              | Uit de vaart in 1999. Later in gebruik als Apollon                                                                                                   |
| Apollon                | Royal Olympic Cruises            | 2000                      |              | Verkocht voor sloop in 2003 |
| Aquamarine             | Louis Cruise Lines               | 1971                      | 23.149       | In gebruik. Voorheen Nordic Prince, Arielle, Carousel                                                                                                |
| Arandora               | Blue Star Line                   | 1927                      |              | Opgeknapt 1928, omgedoopt in Arandora Star |
| Arandora Star          | Blue Star Line                   | 1928                      | 12.849       | Gebruikt tijdens Tweede Wereldoorlog om krijgsgevangen te vervoeren. Tot zinken gebracht in 1940 door U-47                                           |
| Arcadia                | P&O Cruises                      | Pre-2003                  |              | In gebruik sinds 2003 als Ocean Village |
| Arcadia                | P&O Cruises                      | 2005                      | 83.000       | In gebruik |
| Arion                  | Classic International Cruises    | 1965                      | 5888         | In gebruik. Voorheen Astra, Istra |
| Arosa Sky              | Arosa Line                       | Pre-1950s                 | 20.000       | Haven ingenomen tijdens de Cubaanse Revolutie, lot onbekend                                                                                          |
| Arosa Star             | Arosa Line                       | Pre-1950s                 | 10.000       | Haven ingenomen tijdens de Cubaanse Revolutie, lot onbekend                                                                                          |
| Arosa Sun              | Arosa Line                       | Pre-1950s                 |              | Haven ingenomen tijdens de Cubaanse Revolutie, lot onbekend                                                                                          |
| Artemis                | P&O Cruises                      | 2005                      |              | In gebruik |
| Asia Star              | Asia Cruises                     | 1992                      | 20.295       | In gebruik, voorheen de Radisson Diamond |
| Asian Princess         | -                                | 1951                      | 27.090       | In gebruik als leer-cruiseship MV Philippines in Manilla.                                                                                            |
| MS Astoria             | -                                | 1981                      | 18.591       | Tegenwoordig in gebruik als Saga Pearl II |
| MS Astor               | British Morgan Leisure           | 1987                      | 21.000       | Nu in de vaart bij Transocean Tours |
| Asuka                  | -                                | 1991                      |              | Nu in de vaart bij Phoenix Reisen als Amadea |
| Asuka II               | Asuka Cruises                    | 2006                      |              | In gebruik. Voorheen Crystal Harmony |
| Athena                 | Classic International Cruises    | 1948                      | 16.144       | In gebruik. Voorheen Caribe, Italia Prima, Volkerfreundschaft, Stockholm, Fridtjof Nansen                                                            |
| Atlantic               | Home Lines                       | 1981                      | 35.143       | Later StarShip Atlantic. Tegenwoordig in gebruik als MSC Melody                                                                                      |
| Atlantic Star          | Pullmantur Cruises               | 1984                      | 46.087       | Vanaf 2006 in gebruik bij Pullmantur. Voorheen FairSky, Sky Princess, Pacific Sky, Sky Wonder                                                        |
| MV Aurora              | P&O Cruises                      | 2000                      | 76.000       | In gebruik |
| Awani Dream II         | Awani Cruises                    | 1996                      |              | In gebruik door Royal Olympic, als Olympic Countess                                                                                                  |
| Azamara Journey        | Azamara Cruises                  | 2000                      | 30.277       | In gebruik. Voorheen R Six, Blue Dream |
| Azamara Quest          | Azamara Cruises                  | 2000                      | 30.277       | In gebruik. Voorheen R Seven, Delphin Renaissance, Blue Moon                                                                                         |
| Azerbaydzhan           | -                                | 1975                      |              | - |
| Azure Seas             | Louis Cruise Lines               | Na de Tweede Wereldoorlog |              | In gebruik genomen eind 1990s als Ocean Breeze. |

## B
| Naam                  | Operator                 | In de vaart genomen | Tonnage (GRT) | Status |
| --------------------- | ------------------------ | ------------------- | ------------- | --- |
| Balmoral              | Fred Olsen Cruise Lines  | 1987                | 43.537        | In gebruik. Voorheen Norwegian Crown |
| M/S Birka Paradise    | Birka Line               | 2004                | 33.000        | In gebruik |
| M/S Birka Princess    | Birka Line               | 1986                | 22.412        | Uit de vaart in 2006. in gebruik by Louis Hellenic Cruise Lines als M/S Sea Diamond. Gezonken 6 april 2007 na tegen rotsen gelopen nabij Santorini.                                                         |
| M/S Birka Queen       | Birka Line               | 1992                | 28.078        | Voorheen Royal Viking Sky, Sunward. Uit de vaart 1992. Later Sunward, Golden Princess, SuperStar Capricorn, Huyndai Keumgang, Grand Latino. Tegenwoordig in gebruik by Fred Olsen Cruise Lines als Boudicca |
| Black Prince          | Fred Olsen Cruise Lines  | 1966                | 11.209        | Vaart nu onder de naam Ola Esmeralda. |
| Black Watch           | Fred Olsen Cruise Lines  | 1996                | 28.613        | In gebruik. Voorheen: Star Odyssey, Westward, Royal Viking Star |
| Black Prince          | Fred Olsen Cruise Lines  | 1966                | 11.209        | Vaart nu onder de naam Ola Esmeralda. |
| Bleu de France        | CDF Croisières de France | 1981                | 37.301        | In gebruik sinds 2008. Voorheen Holiday Dream |
| Boudicca              | Fred Olsen Cruise Lines  | 2006                | 28.388        | In gebruik. Voorheen: Grand Latino, Superstar Capricorn, Kyundai Keumgang, Golden Princess, Sunward, Birka Queen, Royal Viking Sky                                                                          |
| Braemar               | Fred Olsen Cruise Lines  | 2001                | 19.089        | In gebruik. Voorheen: Crown Dynasty, Norwegian Dynasty, Crown Majesty, Cunard Dynasty |
| MS Bremen             | Hapag-Lloyd              | 1993                | 6.753         | In gebruik |
| Brilliance of de Seas | Royal Caribbean          | 2002                | 90.090        | In gebruik |
| Britannia             | P&O Cruises              | 2015                | 143.730       | In gebruik |

## C
| Naam                    | Operator                       | In de vaart genomen | Tonnage (GRT) | Status |
| ----------------------- | ------------------------------ | ------------------- | ------------- | --- |
| Caledonian Star         | -                              | -                   |               | Tegenwoordig in gebruik als MS Endeavour |
| Calypso                 | Louis Cruise Lines             | 1967                | 11.162        | In gebruik. Voorheen Canguro Verde, Durr, Ionian Harmony, Sun Fiesta, Regent Jewel                                                              |
| Calypso                 | -                              | 1970s               | 11.162        | begon activiteiten in de late 1990s als Ocean Breeze.                                                                                           |
| SS Canberra             | P&O                            | 1961                | 49.073        | Gesloopt in 1997 |
| MS Caribbean Princess   | Princess Cruises               | 2004                | 112.894       | In gebruik |
| Caribe I                | -                              | -                   |               | Tegenwoordig in gebruik als MS Regal Empress |
| Carla C                 | Costa Cruises/Princess Cruises | 1967                |               | Voorheen cruiseschip Flandre. Verkocht in 1992 aan Epirotiki                                                                                    |
| Carnival Breeze         | Carnival Cruise Lines          | 2012                | 130.000       | In gebruik |
| Carnival Celebration    | Carnival Cruise Lines          | 1987                | 48.000        | Tot 2008. Daarna als Grand Celebration bij Iberocruceros.                                                                                       |
| Carnival Conquest       | Carnival Cruise Lines          | 2002                | 110.000       | In gebruik |
| Carnival Destiny        | Carnival Cruise Lines          | 1996                | 101.353       | In gebruik |
| Carnival Dream          | Carnival Cruise Lines          | 2009                | 128.251       | In gebruik |
| Carnival Ecstasy        | Carnival Cruise Lines          | 1991                | 70.367        | In gebruik |
| Carnival Elation        | Carnival Cruise Lines          | 1998                | 70.367        | In gebruik |
| Carnival Fantasy        | Carnival Cruise Lines          | 1990                | 70.367        | In gebruik |
| Carnival Fascination    | Carnival Cruise Lines          | 1994                | 70.367        | In gebruik |
| Carnival Freedom        | Carnival Cruise Lines          | 2007                | 109.500       | In gebruik |
| Carnival Glory          | Carnival Cruise Lines          | 2003                | 110.000       | In gebruik |
| Carnival Imagination    | Carnival Cruise Lines          | 1995                | 70.367        | In gebruik |
| Carnival Inspiration    | Carnival Cruise Lines          | 1996                | 70.367        | In gebruik |
| Carnival Legend         | Carnival Cruise Lines          | 2002                | 95.800        | In gebruik |
| Carnival Liberty        | Carnival Cruise Lines          | 2005                | 110.000       | In gebruik |
| Carnival Magic          | Carnival Cruise Lines          | 2011                | 128.251       | In gebruik |
| Carnival Miracle        | Carnival Cruise Lines          | 2004                | 88.500        | In gebruik |
| Carnival Paradise       | Carnival Cruise Lines          | 1998                | 70.390        | In gebruik |
| Carnival Pride          | Carnival Cruise Lines          | 2002                | 88.500        | In gebruik |
| Carnival Sensation      | Carnival Cruise Lines          | 1993                | 70.367        | In gebruik |
| Carnival Spirit         | Carnival Cruise Lines          | 2001                | 85,900        | In gebruik |
| Carnival Splendor       | Carnival Cruise Lines          | 2008                | 112.000       | In gebruik |
| Carnival Triumph        | Carnival Cruise Lines          | 1999                | 101.509       | In gebruik |
| Carnival Tropicale      | Carnival Cruise Lines          | 1982                |               | Uit de vaart in 2001. Tegenwoordig in gebruik als Pacific Star                                                                                  |
| Carnival Valor          | Carnival Cruise Lines          | 2004                | 110.000       | In gebruik |
| Carnival Victory        | Carnival Cruise Lines          | 2000                | 102.000       | In gebruik |
| Carnival Vista          | Carnival Cruise Lines          | 2015                | 140.000       | In gebruik |
| Carnivale               | Carnival Cruise Lines          | c 1972-1978         |               | Afgedankt |
| SS Caronia              | Cunard Line                    | 1905                |               | Gesloopt in 1933 |
| MS Caronia              | Cunard Line                    | 1999                | 24.292        | Verkocht aan Saga Cruises in 2003. Nu Saga Ruby. Voorheen Vistafjord                                                                            |
| RMS Caronia             | Cunard Line                    | 1947                | 34.183        | Verkocht 1967, later SS Caribia. Gezonken in Apra Harbor in 1974 tijdens transport naar Taiwan                                                  |
| MS Carousel             | -                              | -                   |               | - |
| Celebrity Century       | Celebrity Cruises              | 1995                | 70.606        | In gebruik |
| Celebrity Constellation | Celebrity Cruises              | 1992                | 91.000        | In gebruik |
| Celebrity Eclipse       | Celebrity Cruises              | 2010                | 121.878       | In gebruik |
| Celebrity Equinox       | Celebrity Cruises              | 2009                | 122.000       | In gebruik |
| Celebrity Galaxy        | Celebrity Cruises              | 1996                | 77.713        | Sinds 2009 in gebruik als Mein Schiff bij TUI Cruises                                                                                           |
| Celebrity Infinity      | Celebrity Cruises              | 2001                | 91.000        | In gebruik |
| Celebrity Mercury       | Celebrity Cruises              | 1997                | 77.713        | Sinds 2011 in gebruik als Mein Schiff 2 bij TUI Cruises                                                                                         |
| Celebrity Millennium    | Celebrity Cruises              | 2000                | 91.000        | In gebruik |
| Celebrity Reflection    | Celebrity Cruises              | 2012                | 126.000       | In gebruik |
| Celebrity Solstice      | Celebrity Cruises              | 2008                | 121.878       | In gebruik |
| Celebrity Summit        | Celebrity Cruises              | 2001                | 91.000        | In gebruik |
| Celebrity Xpedition     | Celebrity Cruises              | 2004                | 2.329         | In gebruik - Voorheen Sun Bay I |
| M/S Cinderella          | Viking Line                    | 1989                | 46.398        | In gebruik als Viking Cinderella |
| Clipper Odyssey         | -                              | 1989                | 5.218         | In gebruik |
| M/S Color Fantasy       | Color Line                     | 2004                | 74.600        | In gebruik |
| M/S Color Festival      | Color Line                     | 1994                | 34.694        | In gebruik. Voorheen M/S Svea, M/S Silja Karneval                                                                                               |
| M/S Color Magic         | Color Line                     | 2007                |               | In gebruik |
| MS Columbus             | Hapag-Lloyd                    | 1997                | 15.000        | In gebruik |
| Constellation           | Hellenic Cruises               | 1982                |               | Uit de vaart genomen per 1987. Tegenwoordig in gebruik als Salamis Glory                                                                        |
| Coral                   | Louis Cruises                  | 1975                | 14.194        | In gebruik. Voorheen Cunard Adventurer, Sunward II, Triton                                                                                      |
| Coral Princess          | Princess Cruises               | 2003                | 91.627        | In gebruik |
| Costa Allegra           | Costa Cruises                  | 1992                | 28.500        | In gebruik, voorheen vrachtschip Annie Johnson                                                                                                  |
| Costa Atlantica         | Costa Cruises                  | 2000                | 86.000        | In gebruik |
| Costa Classica          | Costa Cruises                  | 1992                | 52.926        | In gebruik |
| Costa Concordia         | Costa Cruises                  | 2006                | 112.000       | Schipbreuk 13 januari 2012 Italië |
| Costa Deliziosa         | Costa Cruises                  | 2010                | 92.700        | In gebruik |
| Costa Europa            | Costa Cruises                  | 2002                | 54.000        | Tegenwoordig in gebruik als Thomson Dream, sinds juni 2010. Voorheen Homeric, Westerdam                                                         |
| Costa Fascinosa         | Costa Cruises                  | 2012                | 114.500       | In gebruik |
| Costa Favolosa          | Costa Cruises                  | 2011                | 114.500       | In gebruik |
| Costa Fortuna           | Costa Cruises                  | 2003                | 105.000       | In gebruik |
| Costa Luminosa          | Costa Cruises                  | 2009                | 92.700        | In gebruik |
| Costa Magica            | Costa Cruises                  | 2004                | 105.000       | In gebruik |
| Costa Marina            | Costa Cruises                  | 1990                | 25.500        | In gebruik |
| Costa Mediterranea      | Costa Cruises                  | 2003                | 86.000        | In gebruik |
| Costa Pacifica          | Costa Cruises                  | 2009                | 114.500       | In gebruik |
| Costa Romantica         | Costa Cruises                  | 1993                | 53.000        | In gebruik. Sinds 2012 onder de naam Costa NeoRomantica.                                                                                        |
| Costa Serena            | Costa Cruises                  | 2007                | 114.500       | In gebruik |
| Costa Tropicale         | Costa Cruises                  | 2002                |               | Uit de vaart in 2005. Tegenwoordig in gebruik als Pacific Star                                                                                  |
| Costa Victoria          | Costa Cruises                  | 1996                | 76.000        | In gebruik |
| Cristal                 | Louis Cruises                  | 1980                | 14.330        | In gebruik. Voorheen Viking Saga, Sally Albatross                                                                                               |
| Crown Dynasty           | Crown Cruise Line              | 1993                |               | Uit de vaart in 1997, weer in de vaart in 1999. Begon activiteiten bij Fred. Olsen Cruise Lines in 2001 als Braemar                             |
| Crown Jewel             | Crown Cruise Line              | -                   |               | - |
| Crown Majesty           | Majesty Cruise Line            | 1993                |               | Alleen in 1997 bij Majesty. Nu in gebruik als Braemar bij Fred. Olsen Cruises. Voorheen: Crown Dynasty, Norwegian Dynasty, Cunard Crown Dynasty |
| Crown Monarch           | Crown Cruise Line              | -                   |               | - |
| Crown Odyssey           | Royal Cruise Line              | 1988                |               | In gebruik bij Norwegian Cruise Line per 2003, onder de naam Norwegian Crown                                                                    |
| Crown Princess          | Sitmar Cruises                 | 1990                |               | Tegenwoordig in gebruik als Pacific Jewel, sinds 2009                                                                                           |
| Crown Princess          | Princess Cruises               | 2006                | 113.000       | In gebruik |
| Crystal Harmony         | Crystal Cruises                | 1990                |               | Tegenwoordig in gebruik als Asuka II voor Asuka Cruises (part of NYK)                                                                           |
| Crystal Serenity        | Crystal Cruises                | 2003                |               | In gebruik |
| Crystal Symphony        | Crystal Cruises                | 1995                | 51.044        | In gebruik |
| Cunard Conquest         | Cunard Line                    | -                   |               | - |
| Cunard Countess         | Cunard Line                    | mid-1970s           | 17.000        | In gebruik als Olympic Countess sinds 1998 |
| Cunard Crown Dynasty    | Cunard Line                    | 1993                |               | Tegenwoordig in gebruik als Braemar |
| Cunard Crown Jewel      | Cunard Line                    | -                   |               | - |
| Cunard Crown Monarch    | Cunard Line                    | -                   |               | - |
| Cunard Princess         | Cunard Line                    | -                   |               | - |

## D
| Naam             | Operator                            | In de vaart genomen | Tonnage (GRT) | Status                                                                           |
| ---------------- | ----------------------------------- | ------------------- | ------------- | -------------------------------------------------------------------------------- |
| Das Clubschiff   | Deutsche Seetouristik/Arkona Reisen | 1996                |               | Uit de vaart genomen per 1999. Tegenwoordig in gebruik als AIDAcara              |
| Danos            | Helennic Cruises                    | 1978                |               | Omgedoopt tot Constellation in 1982. Tegenwoordig in gebruik als Salamis Glory   |
| Dawn Princess    | Princess Cruises                    | 1993                |               | Sinds 1997 in gebruik als vrachtschip MS Albatros                                |
| Dawn Princess    | Princess Cruises                    | 1997                | 77.499        | In gebruik                                                                       |
| Delphin          | Delphin Seereisen/Hansa Touristik   | 1993                | 16.214        | In gebruik - Voorheen: Kazakhstan II, Belorussiya                                |
| Deutschland      | Peter Deilmann Reederei             | 1998                | 22.400        | In gebruik                                                                       |
| Diamond Princess | Princess Cruises                    | 2004                | 115.875       | In gebruik                                                                       |
| Discovery        | Discovery World Cruises             | 2003                | 21.186        | In gebruik - Voorheen: Platinum, Hyundai Pungak, Island Princess, Island Venture |
| Disney Dream     | Disney Cruise Line                  | 2011                | 128.000       | In gebruik                                                                       |
| Disney Fantasy   | Disney Cruise Line                  | 2012                | 128.000       | In gebruik                                                                       |
| Disney Magic     | Disney Cruise Line                  | 1998                | 83.338        | In gebruik                                                                       |
| Disney Wish      | Disney Cruise Line                  | 2022                | 144.000       | In gebruik                                                                       |
| Disney Wonder    | Disney Cruise Line                  | 1999                | 85.000        | In gebruik                                                                       |
| Dolphin          | -                                   | 1970s               |               | begon activiteiten in de late jaren 90 als Ocean Breeze.                         |
| Dream Princess   | Caspi Cruises                       | 2005                | 22.945        | In gebruik - Voorheen: Sundream, Song of Norway                                  |
| Dreamward        | Norwegian Cruise Line               | 1992                |               | Gerestaureerd in 1998, tegenwoordig in gebruik als Norwegian Dream               |

## E
| Naam                       | Operator                                  | In de vaart genomen | Tonnage (GRT) | Status |
| -------------------------- | ----------------------------------------- | ------------------- | ------------- | --- |
| EasyCruise Life            | EasyCruise                                | 1981                | 9.878         | In gebruik. Voorheen Lev Tolstoy, Natasha, Palmira, The Jasmine, Farah                                                                                                   |
| EasyCruise One             | EasyCruise                                | 2005                | 4.077         | In gebruik. Voorheen Renaissance Two, The Neptune |
| SS Emerald                 | Louis Cruises                             | 1958                | 26.431        | In gebruik. Voorheen Santa Rosa, Regent Rainbow, Emerald, The Emerald. Waarschijnlijk per 1 juli 2010 uit de vaart vanwege niet SOLAS-compliant.                         |
| Emerald Princess           | Princess Cruise Lines                     | 2007                | 113.000       | In gebruik |
| Empress of Canada          | Canadian Pacific                          | 1961                |               | Uit de vaart genomen in 1971. Later in gebruik als Apollon |
| Empress of de Seas         | Royal Caribbean International             | 1990                | 48.563        | In gebruik bij Pullmantur sinds 2008- Voorheen: Nordic Empress |
| Enchanted Isle             | Commodore Cruise Line                     | 1990                | 23.395        | Uit dienst 2000. Gesloopt 2004. |
| Enchanted Seas             | Commodore Cruise Line                     | 1990                | 23.500        | Uit dienst 1995. Gesloopt 2004. |
| Enchantment of de Seas     | Royal Caribbean International             | 1997                | 81.500        | In gebruik |
| Endeavour                  | Lindblad Expeditions                      | 1996                | 3.132         | In gebruik |
| Enrico C. / Enrico Costa   | Costa Crosiere                            | 1965                | 15,889        | Voorheen Provence. Uit de vaart 1994; later Symphony, Aegean Spirit, Ocean Glory I, Classica.                                                                            |
| Eugenio C. / Eugenio Costa | Costa Crosiere                            | 1966                | 30.567        | Uit de vaart 1997. Later Edinburgh Castle, The Big Red Boat II. Verkocht voor sloop 2005.                                                                                |
| Eurodam                    | Holland America Line                      | 2008                | 86.000        | In gebruik |
| Europa                     | Norddeutscher Lloyd / Hapag-Lloyd Cruises | 1965                | 21.164        | Voorheen Kungsholm (3). Uit de vaart 1981. Gezonken 1984 als Columbus C.                                                                                                 |
| Europa                     | Hapag-Lloyd Cruises                       | 1981                | 33.819        | Uit de vaart 1999. Later SuperStar Europa, SuperStar Aries; Holiday Dream voor Pullmantour Cruises en Bleu de France (CDF). Vanaf 2012 gaat het varen voor Saga Cruises. |
| Europa                     | Rederi AB Slite / Viking Line             | 1993                |               | Als gevolg van financiële problemen raakte het bij Viking niet in de vaart. Tegenwoordig in gebruik als M/S Silja Europa                                                 |
| Europa                     | Hapag-Lloyd Cruises                       | 1999                | 28.890        | In gebruik |
| Europa 2                   | Hapag-Lloyd Cruises                       | 2013                | 40.000        | In gebruik |
| European Visions           | Festival Cruises                          | 2001                |               | Tegenwoordig in gebruik door MSC Italian Cruises, als MSC Armonia |
| Explorer of de Seas        | Royal Caribbean International             | 2000                | 137.308       | In gebruik |

## F
| Naam               | Operator                            | In de vaart genomen | Tonnage (GRT) | Status |
| ------------------ | ----------------------------------- | ------------------- | ------------- | --- |
| Fair Majesty       | -                                   | -                   |               | - |
| Fair Princess      | -                                   | -                   |               | - |
| Fairland           | -                                   | -                   |               | - |
| Fairsea            | -                                   | -                   |               | - |
| SS Fairsky         | Sitmar Cruises                      | 1984                |               | Omgedoopt tot Sky Princess in 1988. Uit de vaart in 1998. Verkocht aan P&O Cruises. |
| TSS Fairstar       | Sitmar Line                         | 1965                |               | Werd deel van de P&O Australië-vloot in 1981. Uit de vaart genomen per 1997, en verkocht voor de sloop                                                                                                   |
| TSS Fairwind       | Sitmar Line                         | 1967                |               | Beëindigde activiteiten in 1988, voer als de "Dawn Princess" voor Princess Lines tot 1993, daarna gevaren onder de naam MS Albatros tot 2003 toen het werd gesloopt in Alang (India)                     |
| Federico C         | Costa Line                          | 1958                |               | Uit de vaart in 1983. Voor het zinken in 2000 in gebruik onder de naam MS Sea Breeze |
| Festivale          | Carnival Cruise Lines               | c. 1970s            |               | Uit de vaart in 1998, destijds in gebruik door Premier Cruises als Island Breeze. Verkocht voor sloop |
| M/S Finlandia      | Silja Line                          | 1981                | 25.905        | Uit de vaart in 1990, tegenwoordig in gebruik door DFDS Seaways als M/S Queen of Scandinavia |
| GTS Finnjet        | Finnlines; Finnjet Line; Silja Line | 1977                | 32.975        | Uit de vaart in 2005. In 2008 in Alang (India) gesloopt. |
| M/S Finnstar       | Finnlines                           | 1977                | 8.583         | Voorheen M/S Finlandia. Uit de vaart in 1980; later Pearl of Scandinavia, Ocean Pearl, Costa Playa, Oriental Pearl, Joy Wave. Tegenwoordig in gebruik door Eurasia International als M/S Golden Princess |
| MV Franca C        | Linea Costa                         | 1952                |               | Uit de vaart in 1977. Tegenwoordig niet meer in dienst en omgedoopt tot Doulos Phos. |
| MS Fram            | Hurtigruten                         | 2007                | 12.700        | In gebruik |
| Freedom of de Seas | Royal Caribbean International       | 2006                | 154.407       | In gebruik |
| Freewinds          | Church of Scientology               | 1986                |               | In gebruik; Voorheen Boheme |
| Funchal            | Classic International Cruises       | 1961                | 9563          | In gebruik. |

## G
| Naam                | Operator                      | In de vaart genomen | Tonnage (GRT) | Status                                                                  |
| ------------------- | ----------------------------- | ------------------- | ------------- | ----------------------------------------------------------------------- |
| M/S Gabriella       | Viking Line                   | 1997                | 35.285        | In gebruik; Voorheen M/S Frans Suell, M/S Silja Scandinavia             |
| M/S Galaxy          | Silja Line                    | 2006                | 48.300        | In gebruik                                                              |
| Galileo             | Chandris Cruises              | 1983                |               | Voorheen cruiseschip SS Galileo Galilei. Uit de vaart genomen per 1990  |
| Genting Dream       | Dream Cruises                 | 2016                | 151.000       | In gebruik                                                              |
| Golden Iris         | Mano Cruises                  | 1977                | 17.496        | In dienst 2009. Voorheen Cunard Princess, MS Rhapsody                   |
| Golden Princess     | Princess Cruises              | 2001                | 109.000       | In gebruik                                                              |
| Grand Celebration   | Iberocruceros                 | 1987                | 48.000        | In gebruik sinds 2008, voorheen Carnival Celebration                    |
| Grand Holiday       | Iberocruceros                 | 1985                | 46.000        | In gebruik sinds 2010, voorheen Carnival Holiday                        |
| Grand Mistral       | Iberocruceros                 | 1999                | 48.200        | In gebruik sinds 2003, voorheen Mistral (Festival Cruise Lines)         |
| Grand Voyager       | Iberocruceros                 | 1999                | 24.391        | In gebruik sinds 2004, voorheen Olympic Voyager (Royal Olympic Cruises) |
| Grand Princess      | Princess Cruises              | 1998                | 108.806       | In gebruik                                                              |
| Grandeur of de Seas | Royal Caribbean International | 1996                | 74.000        | In gebruik                                                              |
| MS Gripsholm (II)   | Swedish America Line          | 1957                |               | Uit de vaart genomen per 1975.                                          |

## H
| Naam                | Operator                      | In de vaart genomen | Tonnage (GRT) | Status                                                               |
| ------------------- | ----------------------------- | ------------------- | ------------- | -------------------------------------------------------------------- |
| Hanseatic           | Hapag-Lloyd Kreuzfahrten GmbH | 1993                | 8.378         | In gebruik.                                                          |
| Harmony of the Seas | Royal Caribbean International | 2016                | 227.000       | In gebruik.                                                          |
| Holiday             | Carnival Cruise Lines         | 1985                | 46.052        | Uit de vaart sinds 2010. Nu Grand Holiday (Iberocruceros)            |
| Homeric             | Home Line                     | 1986                |               | Verkocht in 1988. Tegenwoordig in gebruik als Thomson Dream          |
| Horizon             | Celebrity Cruises             | 1990                |               | In gebruik als Island Star vanaf 2005                                |
| Hyundai Pungak      | Hyundai Merchant Marine       | 1999                |               | Uit de vaart genomen per 2003. Tegenwoordig in gebruik als Discovery |

## I
| Naam                    | Operator                      | In de vaart genomen | Tonnage (GRT) | Status                                                                                                   |
| ----------------------- | ----------------------------- | ------------------- | ------------- | --- |
| Independence            | American Cruise Lines         | 2010                |               | In gebruik                                                                                               |
| Independence of de Seas | Royal Caribbean International | 2008                | 160.000       | In gebruik                                                                                               |
| Insignia                | Oceania                       | 2004                | 30.277        | Gecharterd door Hapag lloyd Cruises vanaf april 2012 - Voorheen R1 van Renaissance Cruises               |
| M/S Isabella            | Viking Line                   | 1989                | 34.386        | In gebruik                                                                                               |
| Island Breeze           | Premier Cruises               | 1998                | 32.000        | Opgeëist door schuldeisers in 2000. Verkocht voor sloop in 2003                                          |
| Island Escape           | Island Cruises                | 2002                |               | In gebruik bij Thomson Cruises                                                                           |
| Island Princess         | Princess Cruises              | 1974                |               | In gebruik door Princess tot 2000. Tegenwoordig in gebruik als Discovery                                 |
| Island Princess         | Princess Cruises              | 2003                | 92.000        | In gebruik                                                                                               |
| Island Star             | Island Cruises                | 1990                | 47.255        | In gebruik bij Pullmantur als Pacific Dream sinds 2009. Voorheen Horizon                                 |
| Island Venture          | Flagship Cruises              | 1972                |               | Verkocht aan Princess Cruises in 1974. Tegenwoordig in gebruik door Discovery Cruise Line, als Discovery |
| Ivan Franko             | Black Sea Shipping Company    | 1964                | 19.861        | Gesloopt 1997                                                                                            |

## J
| Naam             | Operator                      | In de vaart genomen | Tonnage (GRT) | Status                                                                 |
| ---------------- | ----------------------------- | ------------------- | ------------- | ---------------------------------------------------------------------- |
| Jewel of de Seas | Royal Caribbean International | 2004                | 90.090        | In gebruik                                                             |
| Jubilee          | Carnival Cruise Lines         | 1986                |               | Uit de vaart genomen per 2004. Tegenwoordig in gebruik als Pacific Sun |

## K
| Naam                    | Operator             | In de vaart genomen | Tonnage (GRT) | Status                                                                |
| ----------------------- | -------------------- | ------------------- | ------------- | --------------------------------------------------------------------- |
| M/S Kalypso             | Viking Line          | 1990                |               | Verkocht in 1993. Tegenwoordig in gebruik als Star Pisces             |
| M/S King of Scandinavia | DFDS Seaways         | 2006                | 31.395        | In gebruik; Voorheen Nils Holgersson (IV), Val de Loire               |
| Koningsdam              | Holland-Amerika Lijn | 2016                | 99.500        | In gebruik                                                            |
| Kristina Brahe          | Kristina Cruises     | 1974                | 1.105 GRT     | In gebruik. Voorheen USS PCE 830, HMS Kilchrenan, Sunnhordland.       |
| Kristina Katarina       | Kristina Cruises     | 1982                | 12.688        | In renovatie (2010). Voorheen Francesca, Konstantin Siminov. The Iris |
| Kristina Regina         | Kristina Cruises     | 1988                | 4.295 GRT     | In gebruik. Voorheen Bore, Borea.                                     |

## L
| Naam               | Operator                      | In de vaart genomen | Tonnage (GRT) | Status                                                            |
| ------------------ | ----------------------------- | ------------------- | ------------- | ----------------------------------------------------------------- |
| Leeward            | Norwegian Cruise Line         | Post-1994           |               | Uit de vaart in 2000. Tegenwoordig in gebruik als M/S Silja Opera |
| L'Austral          | Compagnie des Iles du Ponant  | 2012                | 10.700        | In gebruik                                                        |
| Le Boreal          | Compagnie des Iles du Ponant  | 2010                | 10.700        | In gebruik                                                        |
| Le Diamantl        | Compagnie des Iles du Ponant  | 1986                | 8.282         | In gebruik                                                        |
| Le Levant          | Compagnie des Iles du Ponant  | 1998                | 3.504         | In gebruik                                                        |
| Le Ponant          | Compagnie des Iles du Ponant  | 1991                | 850           | In gebruik                                                        |
| Legacy             | Windjammer Barefoot Cruises   | 1997                |               | Onbekend. Windjammer is failliet gegaan in 2008.                  |
| Legend of de Seas  | Royal Caribbean International | 1995                | 70.000        | In gebruik                                                        |
| Liberty of de Seas | Royal Caribbean International | 2007                | 160.000       | In gebruik                                                        |
| Lili Marleen       | Peter Deilmann Cruises        | 1994                |               | Verkocht 2004. Voorheen Cunard Countess.                          |
| Louis Majesty      | Louis Cruises                 | 1992                | 40.876        | In gebruik. Voorheen Royal Majesty,Norwegian Majesty,             |
| Lucky Star         | Epirotiki                     | 1993-1999           |               | Later in gebruik als Apollon                                      |

## M
| Naam                  | Operator                      | In de vaart genomen | Tonnage (GRT) | Status                                                                                        |
| --------------------- | ----------------------------- | ------------------- | ------------- | --------------------------------------------------------------------------------------------- |
| MS Maasdam            | Holland America Line          | 1993                | 55.451        | In gebruik                                                                                    |
| Majesty of de Seas    | Royal Caribbean International | 1992                | 73.941        | In gebruik                                                                                    |
| Mandalay              | Windjammer Barefoot Cruises   | 1982                |               | In gebruik                                                                                    |
| MS Marco Polo         | Orient Lines                  | 1991                | 22.181        | In gebruik - Voorheen Alexandr Pushkin                                                        |
| Mardi Gras            | Carnival Cruise Lines         | 1972                |               | Uit de vaart in 1993. Later in gebruik als Apollon                                            |
| M/S Mariella          | Viking Line                   | 1985                | 37.860        | In gebruik                                                                                    |
| Marina                | Oceania Cruises               | 2011                | 66.000        | In gebruik                                                                                    |
| Mariner of de Seas    | Royal Caribbean International | 2003                | 138.000       | In gebruik                                                                                    |
| MegaStar Aries        | Star Cruises                  | -                   |               | -                                                                                             |
| MegaStar Taurus       | Star Cruises                  | -                   |               | -                                                                                             |
| Mein Schiff           | TUI Cruises                   | 1996                | 77.713        | In gebruik sinds 2009 door TUI Cruises. Voorheen Celebrity Galaxy                             |
| Mein Schiff 2         | TUI Cruises                   | 1997                | 77.713        | In gebruik sinds 2011. Voorheen Celebrity Mercury                                             |
| Mein Schiff 3         | TUI Cruises                   | 2014                | 99.526        | In gebruik                                                                                    |
| Mein Schiff 4         | TUI Cruises                   | 2015                | 99.526        | In gebruik                                                                                    |
| Mein Schiff 5         | TUI Cruises                   | 2016                | 98.785        | In gebruik                                                                                    |
| Mein Schiff 1         | TUI Cruises                   | 2018                |               | In gebruik                                                                                    |
| Mein Schiff 2         | TUI Cruises                   | 2019                |               | In gebruik                                                                                    |
| Mein Schiff 3         | TUI Cruises                   | 2019                |               | In gebruik                                                                                    |
| Mein Schiff 4         | TUI Cruises                   | 2020                |               | In gebruik                                                                                    |
| Mein schiff 5         | TUI Cruises                   | 2021                |               | In gebruik                                                                                    |
| Mein Schiff 6         | TUI Cruises                   | 2022                |               | In gebruik                                                                                    |
| MS Meridian           | Celebrity Cruises             | 1990                |               | Voorheen SS Galileo Galilei. Verkocht in 1997 aan Sun Cruises.                                |
| Midnatsol             | Norwegian Coastal Voyages     | 2003                |               | In gebruik                                                                                    |
| Millennium            | Celebrity Cruises             | 2000                | 91.000        | In gebruik                                                                                    |
| Minerva II            | Swan Hellenic                 | 2003                | 30.277        | Beëindigde activiteiten op 7 april 2007. Overgeheveld aan Princess Cruises als Royal Princess |
| M/S Moby Otta         | Moby Lines                    | 2007                | 21.545        | In gebruik als autoferry. Voorheen Tor Scandinavia, Princess of Scandinavia                   |
| Mona Lisa             | Lord Nelson Seereisen         | 1966                | 27.670        | In gebruik. Voorheen Oceanic II, Victoria, Sea Princess, Kungsholm                            |
| MS Monarch of de Seas | Royal Caribbean International | 1991                | 73.941        | In gebruik                                                                                    |
| Monterey              | MSC Italian Cruises           | 1990                | 20.046        | Gesloopt 2006.                                                                                |
| MSC Armonia           | MSC Italian Cruises           | Post-2001           | 58.600        | In gebruik. Voorheen European Vision                                                          |
| MSC Fantasia          | MSC Italian Cruises           | 2008                | 133.000       | In gebruik                                                                                    |
| MSC Divina            | MSC Italian Cruises           | 2012                | 140.000       | In gebruik                                                                                    |
| MSC Lirica            | MSC Italian Cruises           | 2003                | 59.058        | In gebruik                                                                                    |
| MSC Magnifica         | MSC Italian Cruises           | 2010                | 95.000        | In gebruik                                                                                    |
| MSC Melody            | MSC Italian Cruises           | 1982                | 35.143        | Uit gebruik gehaald in 2013; voorheen MS Melody                                               |
| MSC Musica            | MSC Italian Cruises           | 2006                | 89.600        | In gebruik                                                                                    |
| MSC Opera             | MSC Italian Cruises           | 2004                | 59.058        | In gebruik                                                                                    |
| MSC Orchestra         | MSC Italian Cruises           | 2007                | 90.000        | In gebruik                                                                                    |
| MSC Poesia            | MSC Italian Cruises           | 2008                | 93.330        | In gebruik                                                                                    |
| MSC Preziosa          | MSC Italian Cruises           | 2013                | 139.400       | In gebruik                                                                                    |
| MSC Splendida         | MSC Italian Cruises           | 2009                | 133.000       | In gebruik                                                                                    |
| MSC Sinfonia          | MSC Italian Cruises           | 2002                | 58.625        | In gebruik. Voorheen European Stars                                                           |

## N
| Naam                          | Operator                      | In de vaart genomen | Tonnage (GRT) | Status                                                                                                   |
| ----------------------------- | ----------------------------- | ------------------- | ------------- | --- |
| National Geographic Endeavour | Lindblad Expeditions          | 1996                |               | In gebruik, ook bekend als MS Endeavour                                                                  |
| Nautica                       | Oceania                       | 2005                | 30.277        | In gebruik                                                                                               |
| Navigator of de Seas          | Royal Caribbean International | 2002                | 138.000       | In gebruik                                                                                               |
| Navarino                      | Karageorgis Lines             | 1975                |               | Voorheen MS Gripsholm. Uit de vaart genomen per 1981                                                     |
| Neptune 2                     | -                             | -                   |               | Tegenwoordig in gebruik als easyCruiseOne                                                                |
| Nieuw Amsterdam               | Holland America Line          | 1984                |               | Verkocht aan Louis Cruise Lines/Thomson Cruises, tegenwoordig in gebruik als Thomson Spirit              |
| Nieuw Amsterdam (IV)          | Holland America Line          | 2010                | 86.273        | In gebruik                                                                                               |
| SS Noordam                    | Holland America Line          | 1902                |               | |
| MS Noordam                    | Holland America Line          | 1984                |               | Verkocht aan Louis Cruise Lines/Thomson Cruises in 2005, tegenwoordig in gebruik als Thomson Celebration |
| MS Noordam                    | Holland America Line          | 2006                | 82.500        | In gebruik                                                                                               |
| Nordic Prince                 | Royal Caribbean International | 1971                |               | Verkocht aan Louis Cruise Lines, tegenwoordig Aquamarine                                                 |
| Nordic Empress                | Royal Caribbean International | 1990                |               | Omgedoopt tot Empress of de Seas in 2004                                                                 |
| Nordnorge                     | Norwegian Coastal Voyages     | 1997                |               | In gebruik                                                                                               |
| North Star                    | -                             | -                   |               | Tegenwoordig in gebruik als MS Endeavour                                                                 |
| SS Norway                     | Norwegian Cruise Line         | 1978                |               | Voorheen SS France. Uit de vaart genomen per 2003, wordt gesloopt                                        |
| Norwegian Crown               | Norwegian Cruise Line         | 1996                |               | Transferred to Orient Lines in 2000, transferred back in 2003. In gebruik                                |
| Norwegian Breakaway           | Norwegian Cruise Line         | 2013                | 146.600       | In gebruik                                                                                               |
| Norwegian Dawn                | Norwegian Cruise Line         | 2002                | 92.250        | In gebruik/Dry Docking May 27, 2007-April 9, 2007                                                        |
| Norwegian Dream               | Norwegian Cruise Line         | 1998                | 50.700        | In gebruik                                                                                               |
| Norwegian Dynasty             | Norwegian Cruise Line         | 1997                |               | Tegenwoordig in gebruik als Braemar                                                                      |
| Norwegian Epic                | Norwegian Cruise Line         | 2010                | 153.000       | In gebruik                                                                                               |
| Norwegian Escape              | Norwegian Cruise Line         | 2015                | 163.000       | In gebruik                                                                                               |
| Norwegian Gem                 | Norwegian Cruise Line         | 2007                | 93.530        | In gebruik                                                                                               |
| Norwegian Getaway             | Norwegian Cruise Line         | 2014                | 145.655       | In gebruik                                                                                               |
| Norwegian Jewel               | Norwegian Cruise Line         | 2005                | 92.000        | In gebruik                                                                                               |
| Norwegian Majesty             | Norwegian Cruise Line         | 1997                | 48.876        | In gebruik als Louis Majesty bij Louis Cruiselines                                                       |
| Norwegian Pearl               | Norwegian Cruise Line         | 2006                | 93.500        | In gebruik                                                                                               |
| Norwegian Sea                 | Norwegian Cruise Line         | 1998                |               | Uit de vaart genomen per 2005. Tegenwoordig in gebruik als SuperStar Libra                               |
| Norwegian Spirit              | Norwegian Cruise Line         | 2004                | 77.000        | In gebruik                                                                                               |
| Norwegian Sky                 | Norwegian Cruise Line         | 1999                |               | omgedoopt in 2003 to Pride of Aloha. In gebruik                                                          |
| Norwegian Star                | Norwegian Cruise Line         | 2001                | 91.740        | In gebruik                                                                                               |
| Norwegian Sun                 | Norwegian Cruise Line         | 2001                | 78.309        | In gebruik                                                                                               |
| Norwegian Wind                | Norwegian Cruise Line         | 1998                | 39.217        | In gebruik                                                                                               |

## O
| Naam                | Operator                        | In de vaart genomen | Tonnage (GRT) | Status |
| ------------------- | ------------------------------- | ------------------- | ------------- | --- |
| Oasis of the Seas   | Royal Caribbean International   | 2009                | 225.282       | In gebruik |
| Oceana              | P&O Cruises                     | 2003                |               | In gebruik |
| Ocean Breeze        | Premier Cruise Line             | Early 1990s         |               | Verkocht voor sloop in 2003 |
| Ocean Countess      | Cruise & Maritime Voyagers      | c. 1997             | 17.000        | In gebruik sinds april 2010. Voorheen Cunard Countess, Olympic Countess, Lili Marleen                                                                          |
| Ocean Dream         | Pullmantur                      | 2005                |               | In gebruik bij Pullmantur sinds 2008, voorheen Pacific Star |
| Oceanic             | Pullmantur Cruises              | 2001                | 27.645        | Verkocht in 2009 aan Peace Boat, voorheen StarShip Oceanic, Big Red Boat 1                                                                                     |
| Ocean Princess      | Princess Cruises                | 2000                |               | Tegenwoordig in gebruik als Oceana |
| Oceanic Discoverer  | Coral Princess Cruises          | 2005                | 2000          | Voorheen Oceanic Princess |
| Ocean Village       | Ocean Village                   | 2003                | 63.500        | In gebruik. Voorheen Sitmar FairMajesty, Star Princess en Arcadia.                                                                                             |
| Ocean Village 2     | Ocean Village                   | 2007                | 70.285        | Tegenwoordig in gebruik als P&O Pacific Jewel. |
| Olympia             | -                               | -                   |               | Tegenwoordig in gebruik als MS Regal Empress |
| Olympia             | Viking Line                     | 1986                |               | Uit de vaart in 1993. Tegenwoordig in gebruik als Pride of Bilbao                                                                                              |
| Olympic             | Epirotiki                       | 1993-1999           |               | Later in gebruik als Apollon |
| Olympic Countess    | Royal Olympic                   | c. 1997             | 17.000        | In gebruik sinds april 2010 als Ocean Countess |
| MS Oosterdam        | Holland America Line            | 2003                | 81.769        | In gebruik |
| Oranje              | Nederland Cruise Lines          | 1939                |               | Uit de vaart genomen per 1964, overgeheveld naar Lauro Cruises als Angelina Lauro                                                                              |
| Oriana              | Orient Steam Navigation Company | 1973                |               | Voorheen SS Oriana. Uit dienst genomen in 1986. Deed dienst als drijvend hotel tot 2002. Werd beschadigd in een storm in 2004, later ontmanteld.               |
| MV Oriana           | P&O Cruises                     | 1995                | 69.153        | In gebruik |
| Orient Queen        | Louis Cruises                   | 1968                | 15.781        | In gebruik vanaf 2006 door Louis Cruises. Voorheen MS Starward, Bolero                                                                                         |
| MV Orion            | Orion Expedition Cruises        | 2003                | 4000          | Oorspronkelijk in gebruik door Travel Dynamics International en overgeheveld aan Orion Expedition Cruises in maart 2005. Tegenwoordig in gebruik in Australië. |
| Ovation of the Seas | Royal Caribbean International   | 2016                | 168.666       | In gebruik |

## P
| Naam                     | Operator                                         | In de vaart genomen | Tonnage (GRT) | Status |
| ------------------------ | ------------------------------------------------ | ------------------- | ------------- | --- |
| Pacific                  | -                                                | 2002                |               | In gebruik                                                                                                 |
| Pacific Dawn             | P&O Cruises                                      |                     |               | In gebruik. Voorheen Regal Princess.                                                                       |
| Pacific Dream            | Pullmantur                                       | 1990                | 47.255        | In gebruik sinds 2009. Voorheen Horizon, Island Star                                                       |
| Pacific Jewel            | P&0 Cruises                                      | 2009                | 69.845        | In gebruik. Voorheen Crown Princess, A`Rosa Blu, AIDAblu en Ocean Village Two.                             |
| Pacific Princess         | Princess Cruises                                 | 1974                |               | Uit de vaart in 2002. Tegenwoordig in gebruik als Pacific                                                  |
| Pacific Princess         | Princess Cruises/P&O Cruises                     | 2002                | 30.200        | In gebruik                                                                                                 |
| Pacific Sky              | P&O Cruises                                      | 2000                | 46.000        | Uit de vaart genomen in mei 2006. Verkocht aan Pullmantur Cruises. Tegenwoordig in gebruik als Sky Wonder. |
| Pacific Star             | P&O Cruises                                      | 2005                |               | In gebruik bij Pullmantur sinds 2008 als Ocean Dream                                                       |
| Pacific Sun              | P&O Cruises                                      | 2004                | 47.000        | In gebruik                                                                                                 |
| Pallas Athena            | Epirotiki                                        | 1992                |               | Voorheen Flandre. Vernield door vuur, gesloopt in 1994                                                     |
| M/S Pearl of Scandinavia | DFDS Seaways                                     | 2001                | 40.039        | In gebruik; Voorheen Athena, Lankapuri Star Aquarius                                                       |
| M/S Peter Wessel         | Color Line                                       | 1996                | 29.704        | In gebruik; Voorheen Wasa Star                                                                             |
| Platinum                 | -                                                | 2003                |               | . Tegenwoordig in gebruik als Discovery                                                                    |
| Pride of Aloha           | NCL America                                      | 2004                | 77.104        | In gebruik                                                                                                 |
| Pride of America         | NCL America                                      | 2005                | 80.000        | In gebruik                                                                                                 |
| Pride of Bilbao          | P&O Ferries                                      | 1993                | 37.500        | In gebruik                                                                                                 |
| Pride of Hawaii          | NCL America                                      | 2006                | 93.500        | In gebruik                                                                                                 |
| Pricesa Marissa          | Louis Cruise Lines                               | 1987                | 10.487 GT     | In gebruik; voorheen Finnhansa, Prinsessan                                                                 |
| M/S Princess Danae       | Classic Cruises International                    | 1955                | 16.531        | In gebruik. Voorheen Baltica, Danae, Therisos Express, Port Melbourne                                      |
| M/S Princess Daphne      | Hansa Kreuzfahrten/Classic Cruises International | 1955                | 15.833        | In gebruik                                                                                                 |
| Prinsendam               | Holland America Line                             | 2002                | 38.000        | In gebruik                                                                                                 |

## Q
| Naam                     | Operator                      | In de vaart genomen | Tonnage (GRT) | Status                                                                                              |
| ------------------------ | ----------------------------- | ------------------- | ------------- | --------------------------------------------------------------------------------------------------- |
| Quantum of the Seas      | Royal Caribbean International | 2014                | 168.666       | In gebruik                                                                                          |
| RMS Queen Elizabeth      | Cunard Line                   | 2010                | 92.000        | In gebruik                                                                                          |
| RMS Queen Elizabeth 2    | Cunard Line                   | 1969                | 70.327        | In gebruik tot 2008.Nu eigendom van Nakheel Properties die er een luxehotel van wil maken in Dubai. |
| RMS Queen Mary 2         | Cunard Line                   | 2004                | 148.528       | In gebruik                                                                                          |
| M/S Queen of Scandinavia | DFDS Seaways                  | 1990                | 33.575        | In gebruik; Voorheen Finlandia                                                                      |
| Queen of the West        | American Cruise Lines         | 1995                |               | In gebruik. Radarboot.                                                                              |
| MS Queen Victoria        | Cunard Line                   | 2007                | 90.000        | In gebruik                                                                                          |

## R
| Naam                | Operator                      | In de vaart genomen | Tonnage (GRT)   | Status |
| ------------------- | ----------------------------- | ------------------- | --------------- | --- |
| R One               | Renaissance Cruises           | -                   |                 | Uit de vaart genomen per 2001. Tegenwoordig in gebruik als Insignia voor Oceania Cruises |
| R Two               | Renaissance Cruises           | -                   |                 | Uit de vaart genomen per 2001. Tegenwoordig in gebruik als Regatta voor Oceania Cruises |
| R Three             | Renaissance Cruises           | 1999                |                 | Uit de vaart genomen per 2001. Tegenwoordig in gebruik als Pacific Princess voor Princess Cruises |
| R Four              | Renaissance Cruises           | 1999                |                 | Uit de vaart genomen per 2001. Tegenwoordig in gebruik als Tahitian Princess voor Princess Cruises |
| R Five              | Renaissance Cruises           | -                   |                 | Uit de vaart genomen per 2001. Tegenwoordig in gebruik als Nautica voor Oceania Cruises |
| R Six               | Renaissance Cruises           | -                   |                 | Uit de vaart genomen per 2001. Tegenwoordig in gebruik als Azamara Journey voor Azamara Cruises |
| R Seven             | Renaissance Cruises           | -                   |                 | Uit de vaart genomen per 2001. Tegenwoordig in gebruik als Azamara Quest voor Azamara Cruises |
| R Eight             | Renaissance Cruises           | -                   |                 | Uit de vaart genomen per 2001. Tegenwoordig in gebruik als Minerva II voor Swan Hellenic |
| Radiance of de Seas | Royal Caribbean International | 2001                | 90.090          | In gebruik |
| MS Regal Empress    | Imperial Majesty Cruises      | -                   | 14.500          | Gesloopt 2009. |
| Regal Princess      | Princess Cruises              | 1991                | 69.845          | In gebruik onder naam Pacific Dawn door P&O Cruises Australia vanaf 2008. |
| Regatta             | Oceania Cruises               | 2003                | 30.277          | In gebruik. Voorheen R Two |
| Regent Sea          | Regency Cruises               | 1995                |                 | Beëindigde activiteiten toen Regency bankroet werd. Had omgebouwd moeten worden tot casinoschip, maar ging toch naar de sloop. Nog voor het slopen werd het schip geplunderd door piraten, en werd uiteindelijk gezonken in 2001.                                             |
| Regent Spirit       | Regency Cruises               | 1993                |                 | Opgeëist door schuldeisers eind 1995. Tegenwoordig in gebruik als Salamis Glory |
| M/S Regina Baltica  | EstLine; Tallink              | 1996                | 13.878          | In gebruik; Voorheen Viking Song, Braemar, Anna Karenina |
| Rembrandt           | Premier Cruises               | 1997                |                 | Opgeëist door schuldeisers in september 2000 waardoor ze uit dienst genomen werd. Wordt momenteel gerestaureerd in Duitsland (september 2006). Zie Rotterdam |
| Renaissance I       | Renaissance Cruises           | -                   |                 | Onbekend |
| Renaissance II      | Renaissance Cruises           | -                   |                 | Tegenwoordig in gebruik als easyCruiseOne voor easyCruise. |
| Renaissance III     | Renaissance Cruises           | -                   |                 | Uit de vaart genomen per 2001. Tegenwoordig in gebruik als MV Galapagos Explorer II voor Canodros SA. |
| Renaissance IV      | Renaissance Cruises           | -                   |                 | Uit de vaart genomen per 2001. Tegenwoordig in gebruik als Clelia II. |
| Renaissance V       | Renaissance Cruises           | -                   |                 | Uit de vaart genomen per 2001. Tegenwoordig in gebruik als Spirit of Oceanus voor Cruise West. |
| Renaissance VI      | Renaissance Cruises           | -                   |                 | Uit de vaart genomen per 2001. Tegenwoordig in gebruik als MV Hebridean Spirit voor Hebridean International Cruises |
| Renaissance VII     | Renaissance Cruises           | -                   |                 | Uit de vaart genomen per 2001. Tegenwoordig in gebruik als Corinthian II voor Travel Dynamics International. |
| Renaissance VIII    | Renaissance Cruises           | -                   |                 | Uit de vaart genomen per 2001. Tegenwoordig in gebruik als MS Island Sky |
| Rhapsody            | MSC Italian Cruises           | 1977                | 17.496          | Uit dienst 2009. Nu Golden iris voor Mano Cruises; Voorheen Cunard Princess |
| Rhapsody of de Seas | Royal Caribbean International | 1997                | 78.491          | In gebruik |
| Riviera             | Oceania Cruises               | 2012                | 66.084          | In gebruik |
| MS Romantika        | Holland Norway Lines          | 2002                | 39.864          | Vanaf 7 april 2022 veerdienst Eemshaven - Kristiansand |
| MS Rotterdam        | Holland America Line          | 1997                | 59.652          | In gebruik |
| SS Rotterdam        | Holland America Line          | 1959                | 38.650          | Verkocht aan Premier Cruises in 1997. Uit de vaart gehaald in 2000. Gerestaureerd in Wilhelmshaven, Duitsland (september 2006). In 2001 is er een stichting opgericht die het schip heeft teruggehaald naar Rotterdam als toeristische attractie (hotel, zalen, restaurants). |
| Royal Clipper       | Star Clippers                 | 2000                | 5.000           | In gebruik |
| Royal Iris          | Mano Maritime                 | 1971                | 12.688          | In gebruik sinds 2005 bij Mano Maritime. - Voorheen: The Azur, Azur, Eagle |
| Royal Majesty       | Majesty Cruise Line           | 1992                |                 | Uit de vaart in 1997, tegenwoordig in gebruik als Norwegian Majesty |
| Royal Pacific       | A. Lelakis                    | Pre-1992            |                 | Gezonken |
| Royal Princess      | Princess Cruises              | 1984                |                 | Uit de vaart in 2005, nu Artemis voor P&O Cruises. |
| Royal Princess      | Princess Cruises              | 2007                | 30.277          | Tot mei 2011, daarna hernoemd naar Adonia voor P&O Cruises. Voorheen Minerva II. |
| Royal Viking Queen  | Royal Viking Line             | 1992                | 9.961           | Uit de vaart in 1995. Tegenwoordig in gebruik als Seabourn Legend |
| Royal Viking Sea    | Royal Viking Line             | 1973                | 20.018 / 21.848 | Uit de vaart in 1991. Later Royal Odyssey, Norwegian Star, Norwegian Star I, Crown. Tegenwoordig in gebruik als Albatros. |
| Royal Viking Sky    | Royal Viking Line             | 1973                | 21.891 / 28.078 | Uit de vaart in 1991. Later Sunward, Birka Queen, Golden Princess, SuperStar Capricorn, Huyndai Keumgang, Grand Latino. Momenteel in gebruik als Boudicca. |
| Royal Viking Sun    | Royal Viking Line             | 1988                | 37.842          | Uit de vaart genomen per 2002. Tegenwoordig in gebruik als MS Prinsendam |
| Royal Viking Star   | Royal Viking Line             | 1972                | 21.847 / 28.221 | Uit de vaart in 1991. Later Westward, Star Odyssey. Tegenwoordig in gebruik als Black Watch. |
| Royale              | Premier Cruises               | 1983                |                 | omgedoopt tot StarShip Royale einde 1983. Laatste activiteiten voor het zinken in 2000 was als MS Sea Breeze |
| MS Ryndam           | Holland America Line          | 1994                | 55.451          | Vaart sinds november 2015 onder de vlag van P&O Cruises Australia onder de naam Pacific Aria |

## S
| Naam                     | Operator                      | In de vaart genomen | Tonnage (GRT) | Status |
| ------------------------ | ----------------------------- | ------------------- | ------------- | --- |
| Saga Pearl II            | Saga Cruises                  | 2010                | 18.591        | In gebruik sinds maart 2010 - Voorheen Astoria (Transocean Tours). |
| Saga Rose                | Saga Cruises                  | 1997                | 24.474        | In gebruik tot november 2009- Voorheen Gripsholm, Sagafjord |
| Saga Ruby                | Saga Cruises                  | 2005                | 24.492        | In gebruik - Voorheen Caronia, Vistafjord |
| Salamis Glory            | Cypriot Salamis Cruises       | 1996                |               | In gebruik |
| M/S Sally Albatross (I)  | Sally Cruise                  | 1986                | 15.179        | Voorheen Viking Saga. Vernietigd door brand aan boord in 1990. Onderdelen van de romp zijn geborgen en gebruikt voor de M/S Sally Albatross (II)                      |
| M/S Sally Albatross (II) | Sally Cruise; Silja Line      | 1992                | 25.076        | Later Leeward, SuperStar Taurus, Silja Opera. Tegenwoordig M/S Opera                                                                                                  |
| Sapphire                 | Louis Cruises                 | 1967                | 12.263        | In gebruik. Voorheen Italia, Ocean Princess, Sea Prince, Sea Prince V, Princesa Oceanica                                                                              |
| Sapphire Princess        | Princess Cruises              | 2004                | 115.875       | In gebruik |
| Seabourn                 | Holland America Line          | -                   |               | Uit de vaart in 2002 |
| Seabourn Legend          | Seabourn Cruise Line          | 1991                | 9.961         | In gebruik |
| Seabourn Odyssee         | Seabourn Cruise Line          | 2009                | 32.460        | In gebruik |
| Seabourn Pride           | Seabourn Cruise Line          | 1988                | 9.961         | In gebruik |
| Seabourn Quest           | Seabourn Cruise Line          | 2011                | 32.000        | In gebruik |
| Seabourn Sojourn         | Seabourn Cruise Line          | 2010                | 32.346        | In gebruik |
| Seabourn Spirit          | Seabourn Cruise Line          | 1989                | 10.000        | In gebruik |
| Seabourne Sun            | -                             | 1988                |               | Tegenwoordig in gebruik als MS Prinsendam |
| MS Sea Breeze            | Dolphin Cruises               | 1989                |               | Uit de vaart genomen per 2000. |
| M/S Sea Diamond          | Louis Hellenic Cruise Lines   | 2006                | 22,412        | Voorheen M/S Birka Princess. Gezonken nabij het Griekse eiland Santorini op 6 April 2007.                                                                             |
| Sea Princess             | P&O Cruises/Pacific Princess  | 1978                |               | in gebruik tot 1998, tegenwoordig in gebruik als Mona Lisa |
| Sea Princess             | Princess Cruises              | 1988                | 77.000        | Overgeheveld naar P&O Cruises in 2002, maar teruggekeerd naar Princess in 2005. In gebruik                                                                            |
| Sea Ventrure             | Flagship Cruises              | 1972                |               | Uit de vaart genomen per 1974. Tegenwoordig in gebruik als Pacific |
| Serenade of de Seas      | Royal Caribbean International | 2003                | 90.090        | In gebruik |
| Seven Seas Mariner       | Regent Seven Seas Cruises     | 2001                | 50.000        | In gebruik |
| Seven Seas Navigator     | Regent Seven Seas Cruises     | 1999                | 33.000        | In gebruik |
| Seven Seas Voyager       | Regent Seven Seas Cruises     | 2003                | 46.000        | In gebruik |
| Shota Rustaveli          | Black Sea Shipping Company    | 1968                | 19.567        | Uit de vaart in 2000. Later in gebruik als Assedo. Gesloopt in 2003                                                                                                   |
| M/S Silja Europa         | Silja Line                    | 1993                | 59.914        | In gebruik |
| M/S Silja Festival       | Silja Line                    | 1992                | 34.414        | Voorheen M/S Wellamo. In gebruik |
| M/S Silja Karneval       | Silja Line                    | 1992                | 34.314        | Voorheen Svea. Uit de vaart in 1994. Tegenwoordig in gebruik door Color Line als Color Festival                                                                       |
| M/S Silja Opera          | Silja Line                    | 2001                | 25.611        | Laid up, awaiting sale |
| M/S Silja Scandinavia    | Silja Line                    | 1994                | 35.285        | Voorheen Frans Suell. Uit de vaart in 1997. Tegenwoordig in gebruik door Viking Line als de Gabriella                                                                 |
| M/S Silja Serenade       | Silja Line                    | 1990                | 58.376        | In gebruik |
| M/S Silja Symphony       | Silja Line                    | 1991                | 58.377        | In gebruik |
| Silver Cloud             | Silversea Cruises             | 1994                | 16.800        | In gebruik |
| Silver Shadow            | Silversea Cruises             | 2000                | 28.258        | In gebruik |
| Silver Wind              | Silversea Cruises             | 1995                | 16.800        | In gebruik |
| Silver Whisper           | Silversea Cruises             | 2001                | 28.258        | In gebruik |
| Silver Spirit            | Silversea Cruises             | 2009                | 36.000        | In gebruik |
| Sky Princess             | Princess Cruises              | 1988                | 46.000        | Voorheen Fairsky. Verkocht aan P&O Cruises. |
| Sky Wonder               | Pullmantur Cruises            | 2006                | 46.000        | In gebruik. |
| Song of America          | Royal Caribbean International | 1982                | 37.584        | Tegenwoordig in gebruik als Thomson Destiny. |
| Song of Norway           | Royal Caribbean International | 1970                |               | Uit de vaart in 1996. Laatst gebruikte naam Dream Princess |
| Sovereign of de Seas     | Royal Caribbean International | 1988                | 73.192        | In gebruik bij Pullmantur sinds 2008 als Sovereign |
| Spirit of Adventure      | Spirit of Adventure           | 2006                | 9.570         | In gebruik - Voorheen Berlin, Princess Mahsuri |
| Splendour of de Seas     | Royal Caribbean International | 1996                | 70.000        | In gebruik |
| Star Aquarius            | Star Cruises                  | -                   |               | In gebruik door Star Cruises |
| Superstar Gemini         | Star Cruises                  | 1992                | 19.093        | Verkocht in 2008. Nu Gemini (Quail Cruises) |
| Star of Texas            | Epirotiki                     | 1993-1999           |               | Later in gebruik als Apollon |
| Star Pisces              | Star Cruises                  | 1993                | 40.053        | In gebruik |
| Star Princess            | Princess Cruises              | 2002                | 108.977       | In gebruik. Reparatie na scheepsbrand. |
| StarShip Royale          | Premier Cruises               | 1983                |               | Verkocht aan Dolphin Cruises in 1988. Laatste activiteiten voordat het zonk in 2000 als MS Sea Breeze                                                                 |
| MS Statendam             | Holland America Line          | 1994                | 55.451        | Vaart sinds november 2015 onder de vlag van P&O Cruises Australia |
| SS Stella Solaris        | Royal Olympic Cruises         | 1953                | 10.595        | Voorheen Cambodge; Herbouwd 1971-1973; Gesloopt in 2003 |
| Stena Germanica          | Stena Line                    | 1987                | 39.169        | In gebruik |
| Stena Scandinavica       | Stena Line                    | 1987                | 39.169        | In gebruik |
| GTS Summit               | Celebrity Cruises             | 2001                | 91.000        | In gebruik |
| Sundream                 | Airtours/MyTravel             | 1996                |               | Verkocht in 2004. In gebruik als Dream Princess |
| MS Sun Princess          | Princess Cruises              | 1995                |               | In gebruik |
| Sun Viking               | Royal Caribbean International | -                   |               | Niet langer in gebruik bij RCI |
| Sun Vista                | Sun Cruises                   | 1997                |               | Voorheen ocean liner SS Galileo Galilei. Gezonken in 1999 |
| SuperStar Aquarius       | Star Cruises                  | 2007                | 50.764        | Tegenwoordig in gebruik als Norwegian Wind |
| SuperStar Leo            | Star Cruises                  | 1998                | 76.800        | Transferred to Norwegian Cruise Line in 2004, tegenwoordig in gebruik als Norwegian Spirit                                                                            |
| SuperStar Libra          | Star Cruises                  | 2001                | 93.000        | Bij Star Cruises geraakte het nooit in dienst. Tegenwoordig in gebruik als Norwegian Star                                                                             |
| SuperStar Libra          | Star Cruises                  | 2005-2006           | 42.000        | In gebruik |
| SuperStar Scorpio        | Star Cruises                  | 2002                |               | Bij Star Cruises geraakte het nooit in dienst. Tegenwoordig in gebruik als Norwegian Dawn                                                                             |
| SuperStar Taurus         | Star Cruises                  | 2000                |               | Uit de vaart in 2001. Tegenwoordig als M/S Opera |
| SuperStar Virgo          | Star Cruises                  | 1999                | 76.800        | In gebruik |
| M/S Svea                 | Johnson Line / Silja Line     | 1985                | 34.314        | Omgedoopt tot Silja Karneval in 1992. Tegenwoordig in gebruik als Color Festival                                                                                      |
| M/S Svea Corona          | Rederi AB Svea / Silja Line   | 1975                | 13.257        | Uit de vaart in 1984. Later Sundancer, Pegasus. Gesloopt in 1995. |
| M/S Svea Corona          | Johnson Line / Silja Line     | 1984                | 12.348        | Voorheen Wellamo, Dana Gloria. Uit de vaart in 1985. Later Dana Gloria, King of Scandinavia (I), Color Viking, Jupiter. Tegenwoordig King Royale, onbekende eigenaar. |

## T
| Naam                | Operator                           | In de vaart genomen | Tonnage (GRT) | Status |
| ------------------- | ---------------------------------- | ------------------- | ------------- | --- |
| Tahitian Princess   | Princess Cruises                   | 2002                | 30.277        | In gebruik - Voorheen: R Four                                                                                     |
| Taras Shevchenko    | Black Sea Shipping Company         | 1967                | 19.549        | Gesloopt 2005 |
| The Calypso         | Louis Cruise Lines/Thomson Cruises | 2000                | ???           | In gebruik - Voorheen: Canguro Verde, Durr, Ionian Harmony, Sun Fiesta, Regent Jewel                              |
| The Emerald         | Louis Cruise Lines/Thomson Cruises | 1997                | 26.428        | In gebruik - Voorheen: Regent Rainbow, Diamond Island, Santa Rosa                                                 |
| The Iris            | Mano Maritime                      | 1982                | 12.688        | Uit dienst 2010 (vanaf 2002). Nu Kristina Katarina voor Kristina Cruises. Voorheen: Francesca, Konstantin Siminov |
| The Jasmine         | Mano Maritime                      | 2002                | 12.637        | Uit dienst 2008. Nu EasyCruise Life - Voorheen: Palmira, Natasha, Lev Tolstoi                                     |
| The World           | residenSea / privébezit            | 2002                | 53.524        | In gebruik. Privé-cruiseschip                                                                                     |
| Thomson Celebration | Louis Cruise Lines/Thomson Cruises | 2005                | 33.930        | In gebruik - Voorheen: Noordam                                                                                    |
| Thomson Destiny     | Louis Cruise Lines/Thomson Cruises | 2005                | 37.773        | In gebruik - Voorheen: Sunbird, Song of America                                                                   |
| Thomson Dream       | Costa Cruises/Thomson Cruises      | 2002                | 54.000        | In gebruik sinds juni 2010 - Voorheen: Costa Europa, Homeric, Westerdam                                           |
| Thomson Spirit      | Louis Cruise Lines/Thomson Cruises | 2002                | 33.930        | In gebruik - Voorheen: Nieuw Amsterdam, Patriot                                                                   |

## U
| Naam             | Operator            | In de vaart genomen | Tonnage (GRT) | Status                                                                    |
| ---------------- | ------------------- | ------------------- | ------------- | ------------------------------------------------------------------------- |
| SS Uganda        | -                   | 1968                |               | begon life als an ocean liner. Verkocht als sloop in 1986                 |
| SS United States | United States Lines | 1952                | 53.330        | In de vaart tot 1969. Na omzwervingen vanaf 2010 in handen van stichting. |

## V
| Naam                  | Operator                      | In de vaart genomen | Tonnage (GRT) | Status |
| --------------------- | ----------------------------- | ------------------- | ------------- | --- |
| Van Gogh              | TravelScope                   | 1999                | 15.402        | In gebruik - Voorheen: Club I, Odessa Sky, Gruziya                                                         |
| MS Veendam            | Holland America Line          | 1996                | 55.451        | In gebruik                                                                                                 |
| Victoria              | P&O Cruises/Union-Castle Line | 1998                |               | Verkocht in 2002. Tegenwoordig in gebruik als de Mona Lisa                                                 |
| M/S Victoria I        | Tallink                       | 2004                | 40.975        | In gebruik                                                                                                 |
| M/S Viking Cinderella | Viking Line                   | 2003                | 46.398        | In gebruik. Voorheen Cinderella                                                                            |
| Viking Jupiter        | Viking Ocean Cruises          | 2019                | 47.800        | In gebruik                                                                                                 |
| Viking Orion          | Viking Ocean Cruises          | 2018                | 47.800        | In gebruik                                                                                                 |
| M/S Viking Saga       | Viking Line                   | 1980                | 14.330        | Uit de vaart in 1986. Later Sally Albatross. In brand gevlogen in 1990                                     |
| M/S Viking Sally      | Viking Line                   | 1980                | 15.566        | Uit de vaart 1990. Later Silja Star (II), Wasa King, Estonia. Gezonken 1994                                |
| Viking Sea            | Viking Ocean Cruises          | 2016                | 47.800        | In gebruik                                                                                                 |
| M/S Viking Song       | Viking Line                   | 1980                | 14.878        | Uit de vaart 1985. Later Braemar, Anna Karenina. Tegenwoordig in gebruik bij Tallink als de Regina Baltica |
| Viking Serenade       | Royal Caribbean International | 1982                |               | In de vaart genomen door Island Cruises in 2002 als de Island Escape                                       |
| Viking Sky            | Viking Ocean Cruises          | 2017                | 47.800        | In gebruik - besteld als: Viking Sea                                                                       |
| Viking Star           | Viking Ocean Cruises          | 2015                | 47.800        | In gebruik                                                                                                 |
| Viking Sun            | Viking Ocean Cruises          | 2017                | 47.800        | In gebruik                                                                                                 |
| Viktoria Luise        | Hamburg-Amerika               | 1910                | 16.502        | Voorheen oceaanstomer SS Deutschland. Herbouwd als het immigrantenschip Hansa in 1921. Gesloopt in 1925.   |
| Vision of de Seas     | Royal Caribbean International | 1998                | 78.491        | In gebruik                                                                                                 |
| Vistamar              | Plantours & Partners          | 1989                | 7.478         | In gebruik                                                                                                 |
| MS Volendam           | Holland America Line          | 1999                | 60.906        | In gebruik.                                                                                                |
| Voyager               | Voyages of Discovery          | 1990                | 15.271        | In gebruik. Voorheen "Alexander von Humboldt", "Jules Verne", "Walrus", "Nautican", "Crown Monarch".       |
| Voyager of de Seas    | Royal Caribbean International | 1999                | 137.280       | In gebruik                                                                                                 |

## W
| Naam                 | Operator                              | In de vaart genomen       | Tonnage (GRT) | Status |
| -------------------- | ------------------------------------- | ------------------------- | ------------- | --- |
| M/S Wasa King        | Wasa Line                             | 1990                      | 15.566        | Voorheen Viking Sally, Silja Star (II). Uit de vaart 1992. Gezonken 1994 als Estonia                                         |
| M/S Wasa Queen       | Wasa Line; Silja Line; Cruise Ferries | 2000 (for Cruise Ferries) | 16.546        | In gebruik. Voorheen Orient Sun, Eurosun, Club Sea, Orient Express, Silja Star, Bore Star                                    |
| M/S Wasa Star        | Vaasanlaivat / Vasabåtarna            | 1981                      | 14.919        | Uit de vaart 1982. In gebruik door Color Line als Peter Wessel                                                               |
| Westerdam            | Holland America Line                  | 1988                      |               | Verkocht in 2002. Tegenwoordig in gebruik als Thomson Dream                                                                  |
| MS Westerdam         | Holland America Line                  | 2004                      | 81.811        | In gebruik |
| Wilhelm Gustloff     | Strength Through Joy                  | 1937                      |               | Tot zinken gebracht in 1945 door een duikboot van de Sovjet-Unie tijdens een transport van gewonde soldaten en vluchtelingen |
| Windward             | -                                     | 1993                      |               | Refitted in 1998, Tegenwoordig in gebruik als Norwegian Wind                                                                 |
| Wind Spirit          | Windstar Cruises                      | 1988                      | 5.350         | In gebruik |
| Wonder of the Seas   | Royal Caribbean International         | 2022                      |               | In gebruik |
| Wind Star            | Windstar Cruises                      | 1986                      | 5.350         | In gebruik |
| Wind Surf            | Windstar Cruises                      | 1998                      | 14.745        | In gebruik - Voorheen: Club Med I                                                                                            |
| MS Winston Churchill | Scandinavian Seaways                  | 1967                      | 8.657         | Service 1967-1996. Verkocht 1996, Gesloopt 2004.                                                                             |

## Y
| Naam             | Operator                    | In de vaart genomen | Tonnage (GRT) | Status                                   |
| ---------------- | --------------------------- | ------------------- | ------------- | ---------------------------------------- |
| Yamal            | Poseidon Arctic Voyages     | 1992                | 23.445        | In gebruik                               |
| Yankee Clipper   | Windjammer Barefoot Cruises | 1965                | 327           | In gebruik - Voorheen: Pioneer, Cressida |
| Yorktown Clipper | Cruise West                 | 1988                | 2.354         | In gebruik                               |

## Z
| Naam         | Operator             | In de vaart genomen | Tonnage (GRT) | Status                                    |
| ------------ | -------------------- | ------------------- | ------------- | ----------------------------------------- |
| MS Zaandam   | Holland America Line | 2000                | 60.906        | In gebruik                                |
| Zenith       | Pullmantur Cruises   | 2007                | 47.255        | Voorheen Celebrity Cruises, Island Escape |
| MS Zuiderdam | Holland America Line | 2002                | 81.679        | In gebruik                                |

## Appendix
1. ↑  Eerste veerboot vertrokken van Eemshaven naar Noorwegen na vertraging door harde wind, rtvnoord.nl, 7 april 2022. Gearchiveerd op 9 april 2023.